# 1978–1979-es magyar labdarúgókupa
Az 1978–1979-es magyar labdarúgókupa küzdelmeit a Rába ETO nyerte.

## Első forduló
| 1. csapat                                                         | Össz. | 2. csapat                   | 1. mérk. | 2. mérk. |
| ----------------------------------------------------------------- | ----- | --------------------------- | -------- | -------- |
| 1978. november 29., december 6., 13. 1979. január 20., február 7. |       |                             |          |          |
| Óbudai Tsz SK                                                     | 1–8   | Videoton                    | 1–0      | 0–8      |
| Tápiószecsői SK                                                   | 3–12  | Csepel SC                   | 2–3      | 1–9      |
| Tállyai Építők                                                    | 5–10  | Újpesti Dózsa               | 2–2      | 3–8      |
| Novaji Tsz SK                                                     | 0–14  | Ferencvárosi TC             | 0–3      | 0–11     |
| Szokolyai SE                                                      | 3–17  | Vasas                       | 2–4      | 1–13     |
| Balassagyarmati SE                                                | 2–0   | MTK-VM                      | 2–0      | 0–0      |
| Romhány                                                           | 3–5   | Vasas Izzó                  | 1–3      | 2–2      |
| 22. sz. Volán                                                     | 1–3   | Tatabányai Bányász          | 1–1      | 0–2      |
| Baki MEDOSZ                                                       | 1–14  | Zalaegerszegi TE            | 0–6      | 1–8      |
| Nagybátonyi Bányász                                               | 4–17  | Salgótarjáni TC             | 4–6      | 0–11     |
| Szolnoki MTE                                                      | 1–3   | Diósgyőri VTK               | 0–0      | 1–3      |
| Battonyai SE                                                      | 1–13  | Békéscsabai Előre Spartacus | 0–5      | 1–8      |
| Sellye                                                            | 3–4   | Pécsi MSC                   | 2–3      | 1–1      |
| Bakony Vegyész                                                    | 2–1   | Várpalotai Bányász          | 2–1      | 0–0      |
| Jánoshalmi Spartacus                                              | 1–3   | Honvéd Mezőfi SE            | 1–0      | 0–3      |
| Győri Dózsa                                                       | 2–3   | MÁV DAC                     | 0–0      | 2–3      |
| Rába ETO                                                          | 19–0  | Soproni Postás              | 14–0     | 5–0      |
| Paksi SE                                                          | 3–6   | Dunaújvárosi Kohász         | 1–3      | 2–3      |
| Rábatótfalusi KSK                                                 | 2–9   | Haladás VSE                 | 1–5      | 1–4      |
| Móri SE                                                           | 0–10  | Bp. Honvéd                  | 0–2      | 0–8      |
| Dunaújvárosi Építők                                               | 2–7   | Székesfehérvári MÁV Előre   | 0–5      | 2–2      |
| Bicskei Spartacus                                                 | 2–8   | Kaposvári Rákóczi           | 1–4      | 1–4      |
| Celldömölki Vasútas                                               | 4–2   | Körmendi Dózsa FMTE         | 1–2      | 3–0      |
| Nyíregyházi VSC                                                   | 1–5   | Debreceni MTE               | 0–1      | 1–4      |
| Ózdi Kohász                                                       | 3–7   | Leninvárosi MTK             | 1–3      | 2–4      |
| Kaposvári Táncsics                                                | 3–4   | Komlói Bányász              | 1–2      | 2–2      |
| Bólyi MEDOSZ                                                      | 3–2   | Pécsi VSK                   | 3–0      | 0–2      |
| Hódmezővásárhelyi MSE                                             | 2–5   | SZEOL AK                    | 1–2      | 1–3      |
| Tatai Honvéd Rákóczi                                              | 3–5   | KOMÉP                       | 2–3      | 1–2      |
| Szentes                                                           | 3–15  | Szabó Lajos SE              | 1–7      | 2–8      |
| Tapolcai Bauxitbányász                                            | 3–2   | Ajkai Alumínium             | 2–1      | 1–1      |
| Bp. Spartacus                                                     | 5–1   | Budafoki MTE Kinizsi        | 0–0      | 5–1      |

## Második forduló
| 1. csapat                             | Össz. | 2. csapat                   | 1. mérk. | 2. mérk. |
| ------------------------------------- | ----- | --------------------------- | -------- | -------- |
| 1979. február 11., 14., 21., 25., 28. |       |                             |          |          |
| Balassagyarmati SE                    | 3–6   | Ferencvárosi TC             | 1–0      | 2–6      |
| Celldömölki VSE                       | 1–9   | Rába ETO                    | 1–2      | 0–7      |
| Székesfehérvári MÁV Előre             | 3–5   | Tapolcai Bauxitbányász      | 2–1      | 1–4      |
| Bp. Spartacus                         | 2–8   | Tatabányai Bányász          | 1–4      | 1–4      |
| Bakony Vegyész                        | 1–12  | Videoton                    | 0–5      | 1–7      |
| Honvéd Szabó L. SE                    | 0–3   | Békéscsabai Előre Spartacus | 0–0      | 0–3      |
| Újpesti Dózsa                         | 8–0   | Honvéd Mezőfi SE            | 7–0      | 1–0      |
| Debreceni MTE                         | 2–4   | Salgótarjáni TC             | 1–0      | 1–4      |
| Komlói Bányász                        | 2–2   | Dunaújvárosi Kohász         | 2–1      | 0–1      |
| Szegedi EOL AK                        | 3–8   | Vasas                       | 2–2      | 1–6      |
| Csepel SC                             | 3–2   | Vasas Izzó                  | 1–1      | 2–1      |
| Leninvárosi MTK                       | 1–1   | Diósgyőri VTK               | 0–0      | 1–1      |
| Bólyi MEDOSZ                          | 3–11  | Pécsi MSC                   | 1–3      | 2–8      |
| Kaposvári Rákóczi                     | 2–2   | Zalaegerszegi TE            | 0–1      | 2–1      |
| KOMÉP SC                              | 1–5   | Bp. Honvéd                  | 0–0      | 1–5      |
| MÁV DAC                               | 3–4   | Haladás VSE                 | 3–1      | 0–3      |

## Nyolcaddöntő
| 1. csapat                             | Össz. | 2. csapat           | 1. mérk. | 2. mérk. |
| ------------------------------------- | ----- | ------------------- | -------- | -------- |
| 1979. március 7., 21., április 4, 11. |       |                     |          |          |
| Leninvárosi MTK                       | 0–8   | Dunaújvárosi Kohász | 0–3      | 0–5      |
| Kaposvári Rákóczi                     | 3–2   | Videoton            | 3–0      | 0–2      |
| Salgótarjáni BTC                      | 4–4   | Rába ETO            | 3–3      | 1–1      |
| Vasas                                 | 6–3   | Haladás VSE         | 5–1      | 1–2      |
| Békéscsabai Előre Spartacus           | 4–5   | Tatabányai Bányász  | 3–3      | 1–2      |
| Bauxitbányász                         | 1–2   | Bp. Honvéd          | 0–1      | 1–1      |
| Újpesti Dózsa                         | 3–4   | Csepel SC           | 2–3      | 1–1      |
| Pécsi MSC                             | 6–7   | Ferencvárosi TC     | 3–4      | 3–3      |

## Negyeddöntő
| 1. csapat                   | Össz. | 2. csapat         | 1. mérk. | 2. mérk.    |
| --------------------------- | ----- | ----------------- | -------- | ----------- |
| 1979. április 14., május 9. |       |                   |          |             |
| Ferencvárosi TC             | 5–2   | Bp. Honvéd        | 4–1      | 1–1         |
| Dunaújvárosi Kohász         | 1–1   | Rába ETO          | 0–1      | 1–0 t.: 1–3 |
| Tatabányai Bányász          | 6–1   | Vasas             | 4–0      | 2–1         |
| Csepel SC                   | 3–0   | Kaposvári Rákóczi | 2–0      | 1–0         |

## Elődöntő
| 1. csapat            | Össz. | 2. csapat       | 1. mérk. | 2. mérk. |
| -------------------- | ----- | --------------- | -------- | -------- |
| 1979. június 19, 21. |       |                 |          |          |
| Rába ETO             | 7–2   | Csepel SC       | 7–2      | 0–0      |
| Tatabányai Bányász   | 4–6   | Ferencvárosi TC | 3–1      | 1–5      |

## Döntő
| 1979. június 23. 16:30 |

| Rába ETO     | 1–0   | Ferencvárosi TC |
| ------------ | ----- | --------------- |
| Szabó O. 17' | (1–0) |                 |

| Népstadion, Budapest Nézőszám: 6000 Játékvezető: Pádár László Asszisztensek: Urbán Árpád, Tábori |

| RÁBA ETO:   |  |                 |  |     |
|             |  |                 |  |     |
| K           |  | Palla Antal     |  |     |
| V           |  | Szíjártó László |  |     |
| V           |  | Pozsgai Lajos   |  |     |
| V           |  | Pásztor Ferenc  |  |     |
| V           |  | Magyar Lajos    |  |     |
| KP          |  | Lipót Gyula     |  |     |
| KP          |  | Füzi Géza       |  |     |
| KP          |  | Onhausz Tibor   |  |     |
| CS          |  | Szabó Ottó      |  |     |
| CS          |  | Glázer Róbert   |  | 64' |
| CS          |  | Pölöskei Gábor  |  | 81' |
| Cserék:     |  |                 |  |     |
|             |  | Pénzes Mihály   |  | 64' |
|             |  | Horváth Dénes   |  | 81' |
| Vezetőedző: |  |                 |  |     |
| Kovács Imre |  |                 |  |     |

| FERENCVÁROSI TC:    |  |                |  |     |
|                     |  |                |  |     |
| K                   |  | Zsiborás Gábor |  |     |
| V                   |  | Martos Győző   |  |     |
| V                   |  | Bálint László  |  |     |
| V                   |  | Rab Tibor      |  |     |
| V                   |  | Vépi Péter     |  |     |
| KP                  |  | Takács László  |  |     |
| KP                  |  | Ebedli Zoltán  |  | 73' |
| KP                  |  | Magyar István  |  | 73' |
| CS                  |  | Pusztai László |  |     |
| CS                  |  | Nyilasi Tibor  |  |     |
| CS                  |  | Pogány László  |  |     |
| Cserék:             |  |                |  |     |
|                     |  | Mészöly Pál    |  | 73' |
|                     |  | Koch Róbert    |  | 73' |
| Vezetőedző:         |  |                |  |     |
| Friedmanszky Zoltán |  |                |  |     |

A Rába ETO MNK-ban szerepelt játékosai: Palla Antal (10), Horváth (1) – Baumann János (1), Csonka Gyula (5), Füzi Géza (11), Glázer Róbert (11), Gőcze Gyula (1), Hannich Péter (2), Horváth Dénes (3), Horváth László (1), Koltai István (2), Lipót Gyula (7), Magyar Lajos (11), Mile Sándor (7), Orbán István (1), Onhausz Tibor (7), Pardavi Károly (1), Pásztor Ferenc (10), Pénzes Mihály (3), Pozsgai Lajos (11), Pölöskei Gábor (11), Szíjártó László (4), Szabó Ferenc (5), Szabó Ottó (10)